# Municipio de Otatitlán
El municipio de Otatitlán se encuentra en el estado mexicano de Veracruz, es uno de los 212 municipios de la entidad y tiene su ubicación en la zona centro, región Papaloapan del Estado. Su cabecera es la localidad de Otatitlán. Sus coordenadas son 18°11’ latitud norte, longitud oeste de 96°02’ y cuenta con una altura de 10 m s. n. m.

## Toponimia
El nombre del municipio aparentemente proviene de un vocablo de origen náhuatl que significa lugar de los otates.

## Geografía
Con suelos predominantes son aluviales y calcisoles, pertenecientes a una llanura aluvial con lomerío de la llanura costera veracruzana en el golfo sur. Dentro de la región hidrográfica de la cuenca del papaloapan.

### Localización
Limita al norte con el municipio de Cosamaloapan de Carpio, al sur con el Estado de Oaxaca, al este con el municipio de Tlacojalpan y al oeste con los municipio de Cosamaloapan de Carpio y el Estado de Oaxaca.

## Clima
Coexisten dos climas en el territorio municipal, en su mayoría cálido subhúmedo con lluvias en verano y en menor extensión territorial cálido húmedo con abundantes lluvias en verano, con temperaturas promedio entre 35 y 40 °C, con una precipitación promedio entre 1 900 – 2 100 mm.

## Festividades
Entre los días 29 de abril al 3 de mayo, se celebra la fiesta religiosa en honor al Cristo Negro, santo patrono de Otatitlán.